# 公立図書館職員令
公立図書館職員令（こうりつとしょかんしょくいんれい、昭和8年7月1日勅令176号）は、公立図書館職員の身分・待遇に関する勅令。
1899年制定の図書館令（明治32年勅令429号）および1906年制定の「公立図書館職員ノ俸禄ニ関スル件」（明治39年勅令282号）などの公立図書館に関する人事規定を統合し、1921年7月21日に制定された（大正10年7月21日勅令第336号）。
1933年の改正図書館令の施行に伴い全部改正され（昭和8年7月1日勅令176号）、中央図書館長は奏任官三等とされ、管下の道府県内にある図書館の監督事務を命ぜられた。また、図書館長および司書は、奏任官・判任官経験者、帝国大学卒業者、学士資格保持者であれば、図書館学の知識を持たなくても任命されることが可能になった一方で、同時にそれ以外の司書希望者に対しては「司書検定試験制度」の導入が定められた。その結果、1936年には「公立図書館司書検定試験規定」（昭和11年文部省令第18号）が定められて翌年には第1回試験が行われた。ただし、司書検定試験合格者が直ちに司書になれる保証は無く、結果的に国策に忠実な元官吏の「天下り」規定として利用される例も多かった。
1950年の図書館法の施行に伴い、廃止された。